# Symmorphus ambotretus
Symmorphus ambotretus är en stekelart som beskrevs av Meg S. Cumming 1989. Symmorphus ambotretus ingår i släktet vedgetingar, och familjen Eumenidae. Inga underarter finns listade i Catalogue of Life.